# Julie de Graag

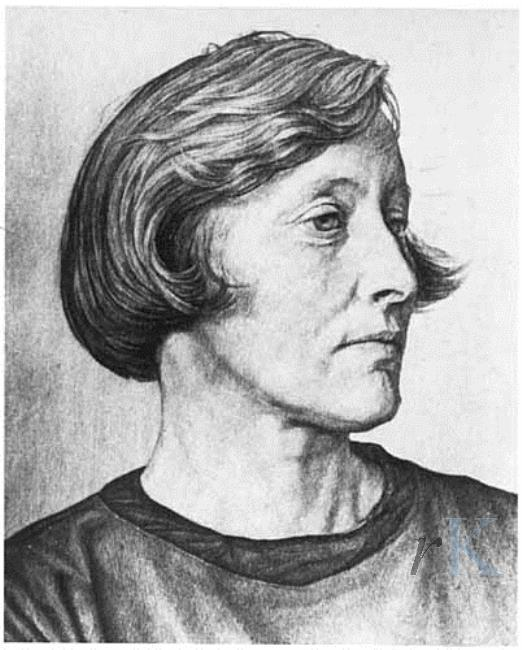
Porträt Julie de Graag, 1922, von Bertha van Hasselt

Julie de Graag (* 18. Juli 1877 in Gorinchem; † 2. Februar 1924 in Den Haag) war eine niederländische Malerin, Grafikerin und Zeichnerin.

## Leben
Julie de Graag wurde als jüngstes von vier Kindern von Johannes de Graag (1839–1916), als „Inspecteur der registratie en domeinen“ im Staatsdienst, und Karolina Stephana Couwenberg (1850–1935), einer begabte Amateurmalerin, in Gorinchem in der Provinz Zuid-Holland geboren. Als sie drei Jahre alt war, zog die Familie nach ’s-Hertogenbosch. Bereits als Kind kränklich, zeigten sich später auch regelmäßige Depressionen. Aufgrund ihrer gesundheitlichen Probleme erhielt sie besondere elterliche Aufmerksamkeit und Fürsorge. Ihr Talent zum Zeichnen und Handarbeiten zeigte sich schon früh. In den 1890er Jahren zog sie mit ihren Eltern nach Den Haag.
Julie de Graag studierte von etwa 1890 bis 1898 an der Koninklijke Academie van Beeldende Kunsten in Den Haag und wurde auch von Johan Joseph Aarts gefördert. Sie besuchte erst die Damenklasse, ab 1895 auch die Modellierklasse. Das Studium schloss sie mit einem Diplom für die Mittelschule (MO-opleiding: Ausbildungsgänge für Lehrkräfte im niederländischen Sekundarbereich) ab, das die Lehrbefähigung für Zeichnen und Handarbeiten einschloss. Nach dem Studium schlug sie jedoch keine Laufbahn als Lehrerin ein, sondern etablierte sich als unabhängige Künstlerin. Zunächst wandte sie sich dem Kunsthandwerk zu. Ab 1901 hatte sie Kontakt mit Hendricus Petrus Bremmer, dessen Schülerin sie wurde und der ihr ein wichtiger Berater und Vermittler beim Verkauf ihrer Arbeiten wurde. Auf seinen Rat hin begann sie, sich mit Holzschnitt zu beschäftigen. In den folgenden Jahren fertigte sie außerdem Zeichnungen.
1904 zog Julie de Graag von Den Haag nach Laren. Sie mietete einen Teil eines Bauernhofs in der Zevenend 62, in dem sie in den nächsten Jahren lebte und arbeitete, unterbrochen von krankheitsbedingten Aufenthalten im elterlichen Haus in Den Haag. In Laren verband sie eine herzliche Freundschaft mit dem Bildhauer Joseph Mendes da Costa und seiner Frau und sie lernte auch den Maler Bart van der Leck kennen. Der Einfluss beider Künstler führte zu einer immer strengeren Stilisierung ihres Werks. Durch einen Brand am 1. Januar 1908, bei dem der Bauernhof vollständig abbrannte, wurde ein Großteil ihrer Werke und alle Holzschnitzerutensilien zerstört, nur eine Mappe mit Zeichnungen blieb erhalten. Bis sie diese ersetzen konnte, malte sie Stillleben. Nach dem Brand ließ sie gegenüber ihrem ersten Zuhause ein neues Haus in der Zevenend 93 bauen. 1913 unternahm sie eine Studienreise nach Italien. Um ihren Lebensunterhalt zu bestreiten, war sie etwa von 1915 bis 1920 für einige Stunden pro Woche als Zeichenlehrerin an einer Mädchenschule in Utrecht tätig, wo sie versuchte, neue, freiere Unterrichtsmethoden umzusetzen. 1913 veröffentlichte sie in „De vrouw en haar huis“ einen kurzen Artikel mit dem Titel „Het ontwerpen van borduurpatroontjes“ über ihre Erfahrungen im Bildungswesen. Obwohl die Arbeit mit Kindern sie befriedigte, gab sie diese Tätigkeit nach einigen Jahren wieder auf, weil sie zu Lasten ihrer künstlerischen Arbeit ging.
1920 wurde Julie de Graag Mitglied von De Grafische (Vereeniging tot Bevordering der Grafische Kunst) und ihre Bekanntheit als Grafikerin nahm zu, gleichzeitig verstärkten sich ihre körperlichen und psychischen Probleme. Die Winter verbrachte sie nicht in Laren, sondern wurde von ihrer Mutter in Den Haag umsorgt. Julie de Graag zweifelte zeitlebens an ihren künstlerischen Fähigkeiten, trotz begeisterter Kritiken, Unterstützung zahlreicher befreundeter Künstlerkollegen und von Bremmer, der ihre Arbeiten mehrfach lobend besprach und ab 1917 in seiner Zeitschrift „Beeldende kunst“ regelmäßig auf De Graags Werk aufmerksam machte. Je mehr ihre Selbstzweifel zunahmen, desto schwieriger wurde es für sie, Arbeit zu finden. Einen kurzzeitigen Aufschwung erlebte sie 1922 durch eine Reise nach Rothenburg mit mehreren befreundeten Künstlern, darunter Truus van Hettinga Tromp. Julie de Graag zeichnete dort Stadtansichten und Tierbilder, die sie nach ihrer Rückkehr für kleine Holzschnitte ausarbeitete, die sie für ein Kinderbilderbuch verwenden wollte. Vor Abschluss der Arbeit beendete sie 1924, an wiederkehrenden Depressionen erkrankt, ihr Leben durch Suizid.

## Werk
Nach dem Studium erstellte Julie de Graag Arbeiten aus dem Bereich des Kunsthandwerks, wie etwa Entwürfe und Ausführungen von Stickereien, widmete sich dann aber hauptsächlich dem Holzschnitt. Diese Technik beherrschte sie bald meisterhaft und sie fertigte teils zwei- bis dreifarbige Holzschnitte mit ausdrucksstarken Linien als eigenständige Kunstwerke an. Für ihre Holzschnitte verwendete sie Hirnholz, das härter und schwieriger zu bearbeiten ist als Längsholz, aber ihr mehr Details ermöglichte. Sie wählte Motive aus ihrer Umgebung, wie Tiere, Landschaften, Dorfansichten sowie Blumen- und Pflanzenfiguren. Ab 1914 fertigte sie auch Porträts von Bekannten und von den Bäuerinnen aus Laren und Umgebung. In ihrem Œuvre griff sie auch morbide Themen auf, die sich in ihrem späteren Werk mehrfach finden, wie „Toter Maulwurf“ 1917, „Memento Mori“ und „Toter Vogel“.
Daneben schuf Julie de Graag auch streng stilisierte Gemälde und Zeichnungen. Ihre Blumenbilder, Tierdarstellungen und Porträts beruhten auf schlichten, schematisierten Kompositionen. Weiterhin gestaltete sie Kalenderblätter, Vignetten und Exlibris, beispielsweise 1916 ein Exlibris im Auftrag der Kunstsammlerin Helene Kröller-Müller, die ihr während des Krieges auch mehrere Holzschnitte abkaufte. Zwischen 1917 und 1918 gestaltete sie einen Kalender.

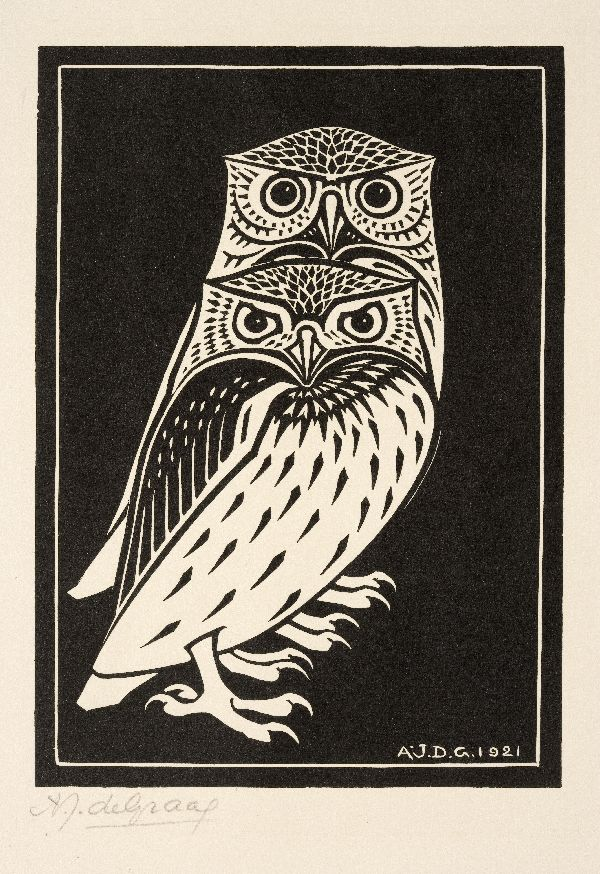
Twee uilen, 1921
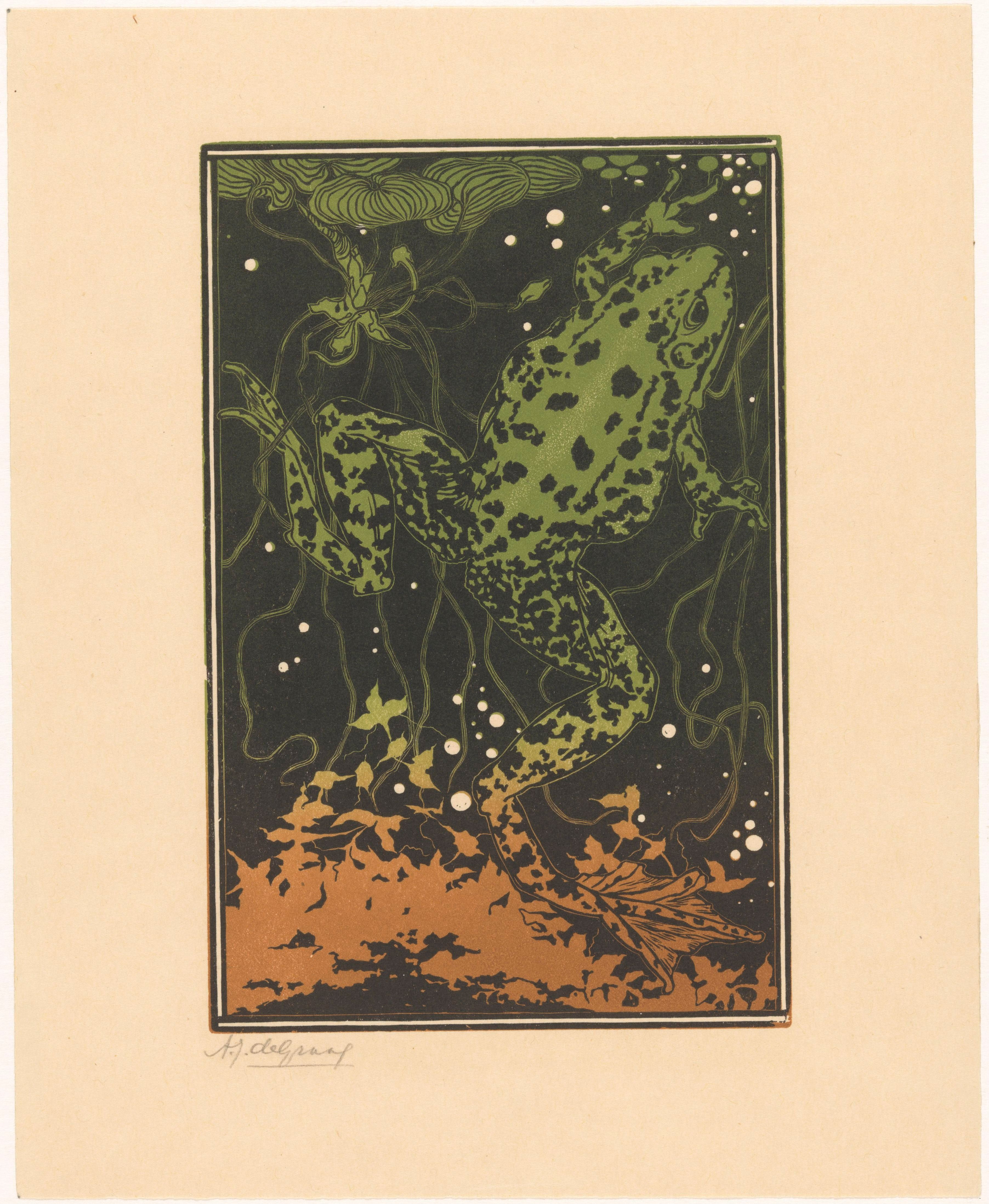
Zwemmende kikker
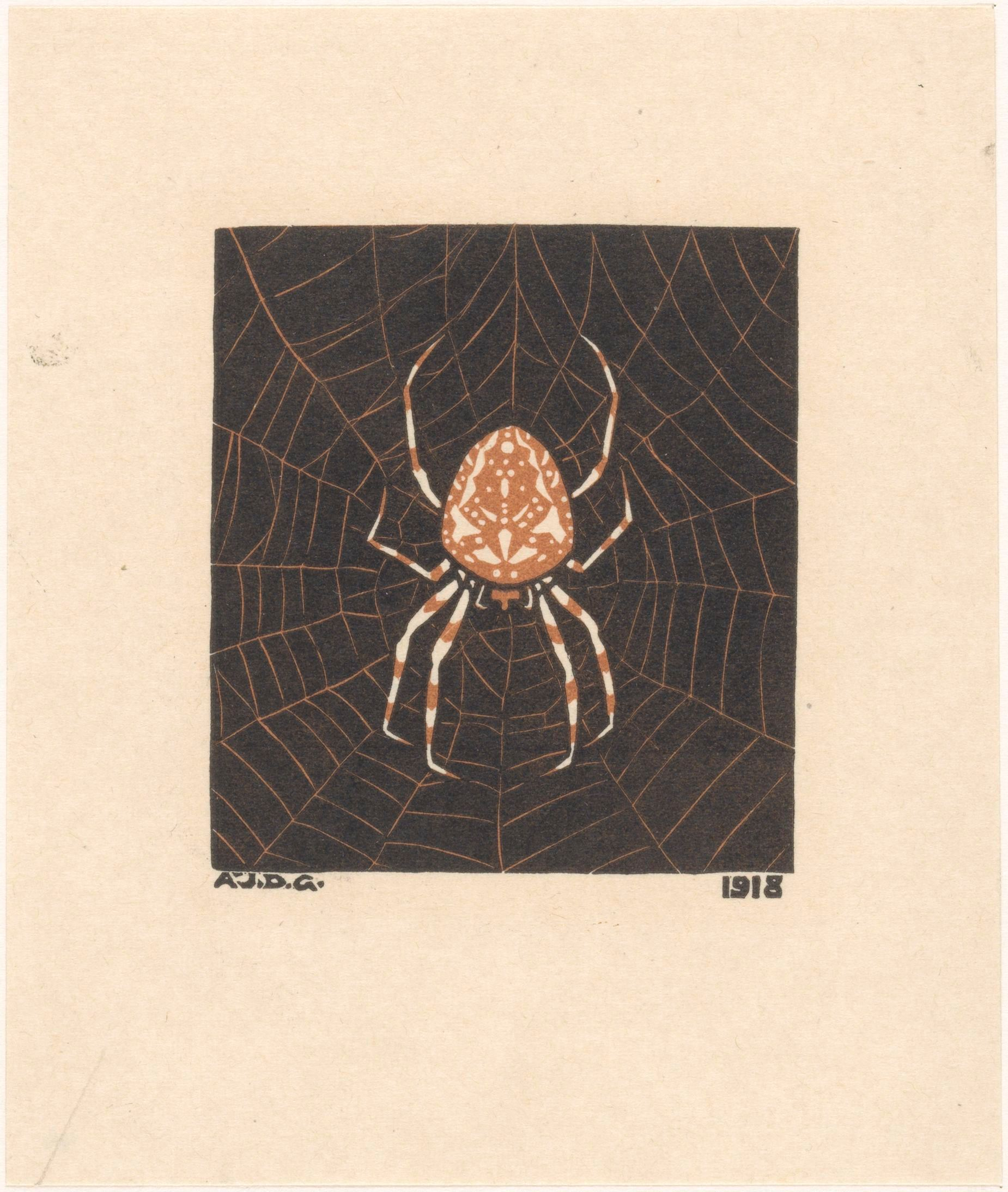
Spin in een web, 1918
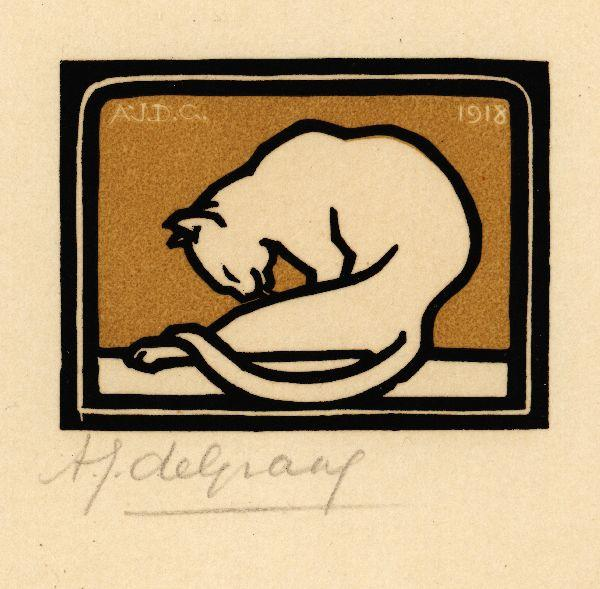
Poes, 1918
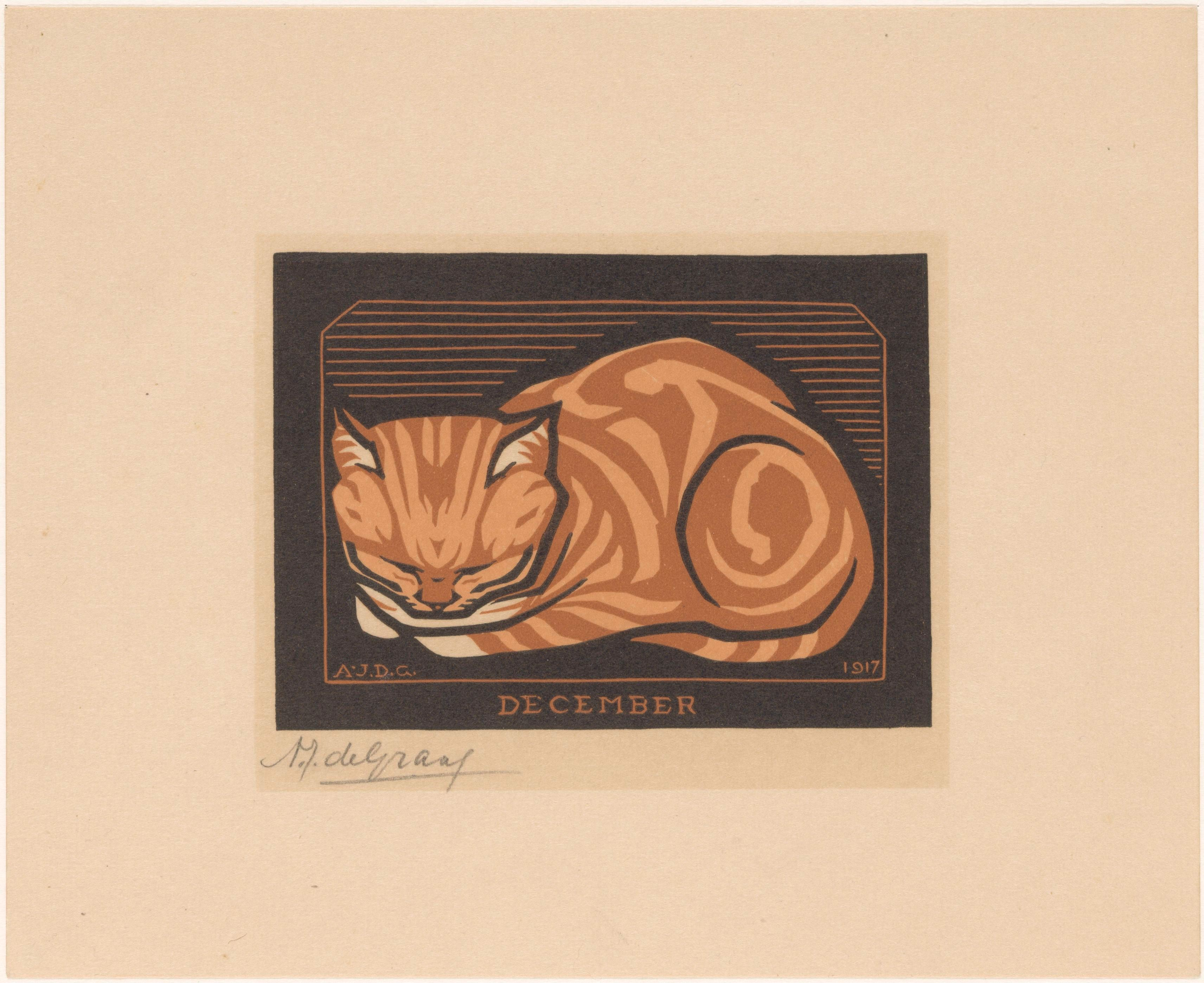
December, 1917
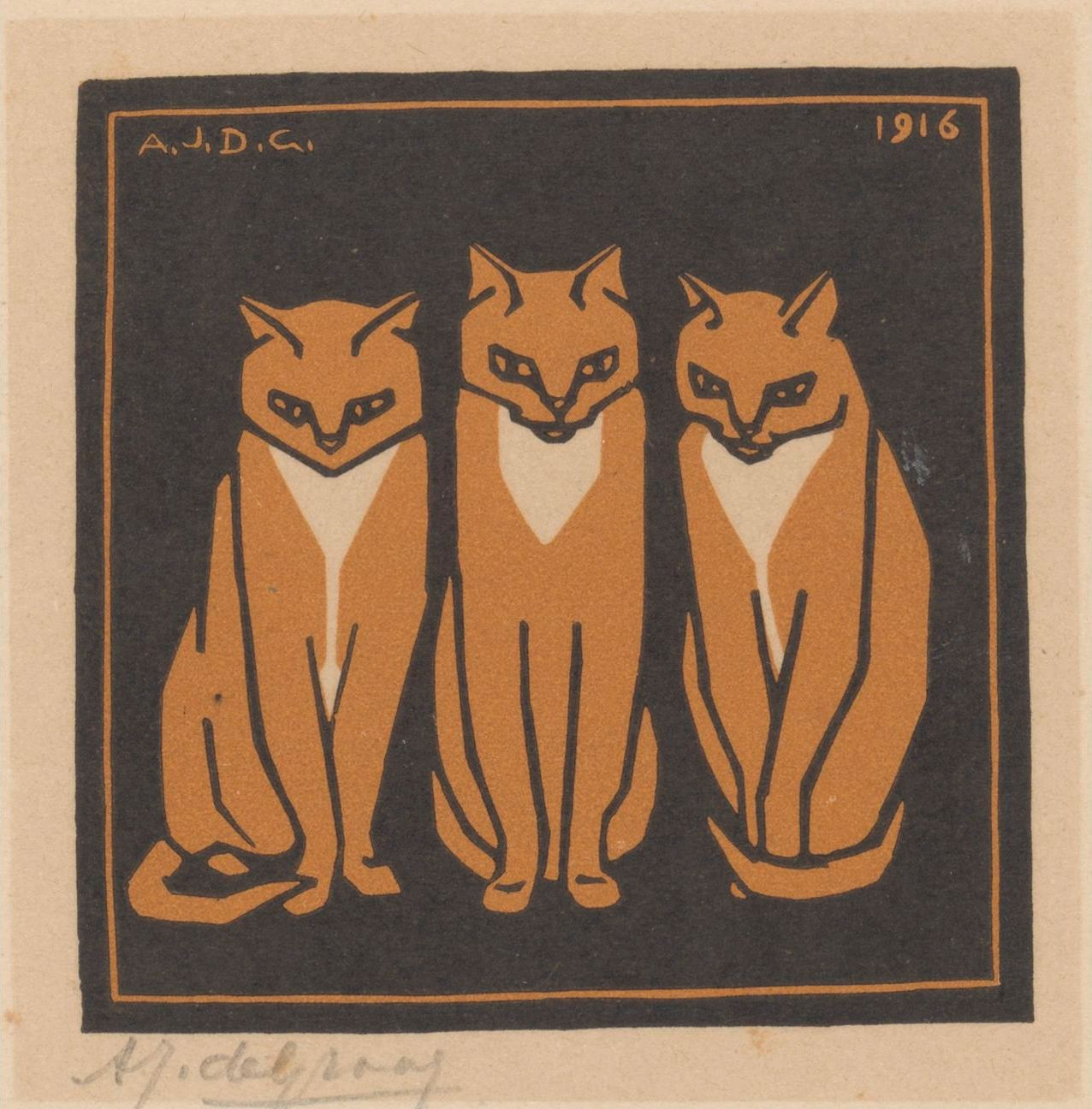
Drie katten, 1916
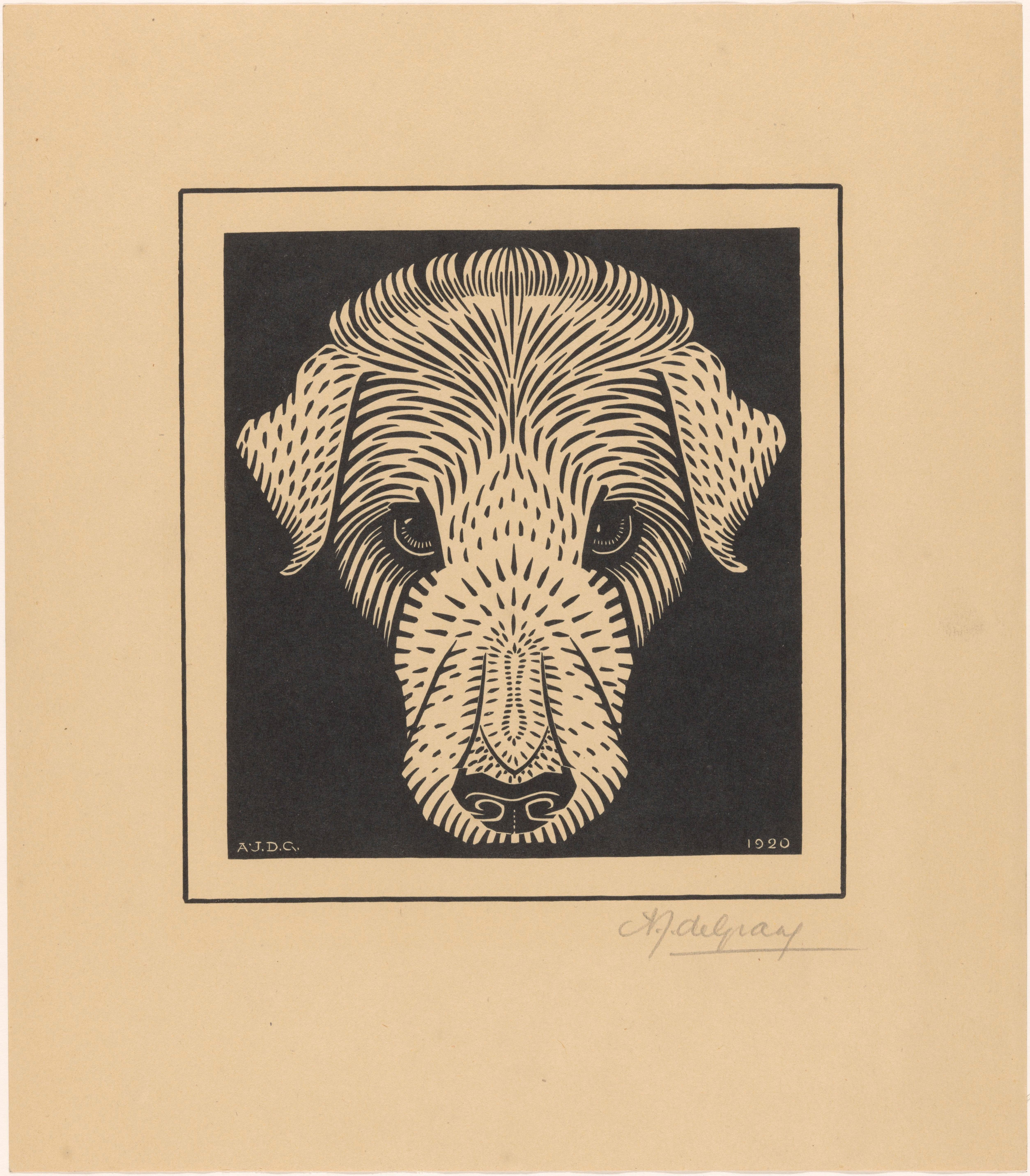
Hondenkop, 1920

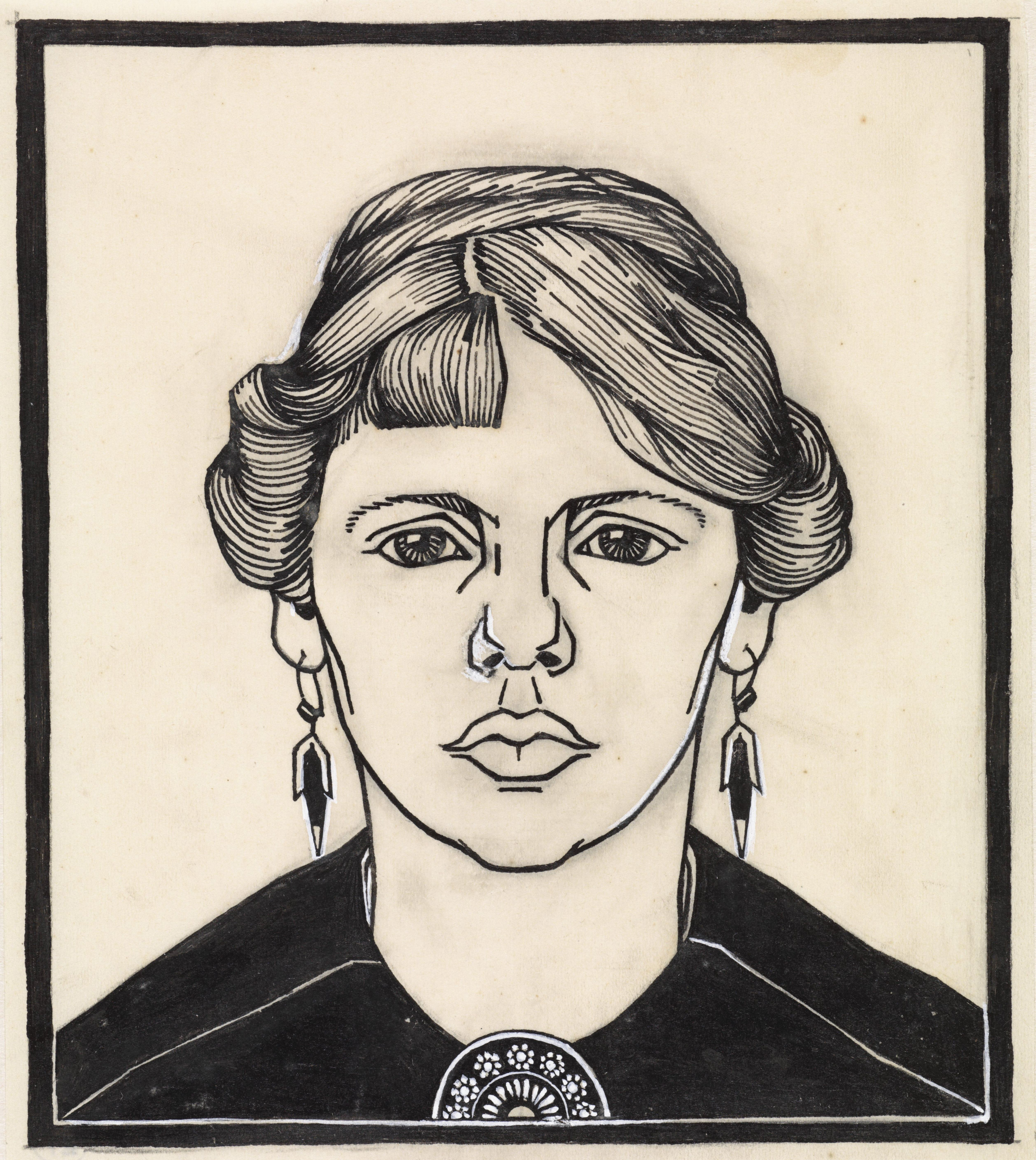
Portret van een vrouw, van voren
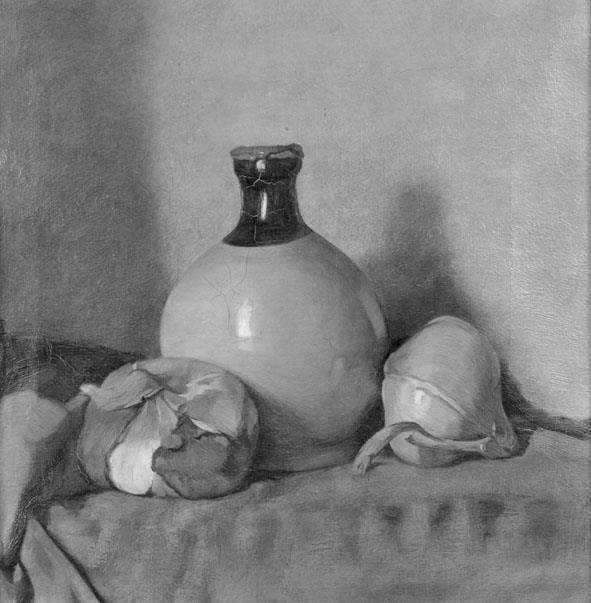
Stilleven van soyakruikje en uien, um 1920
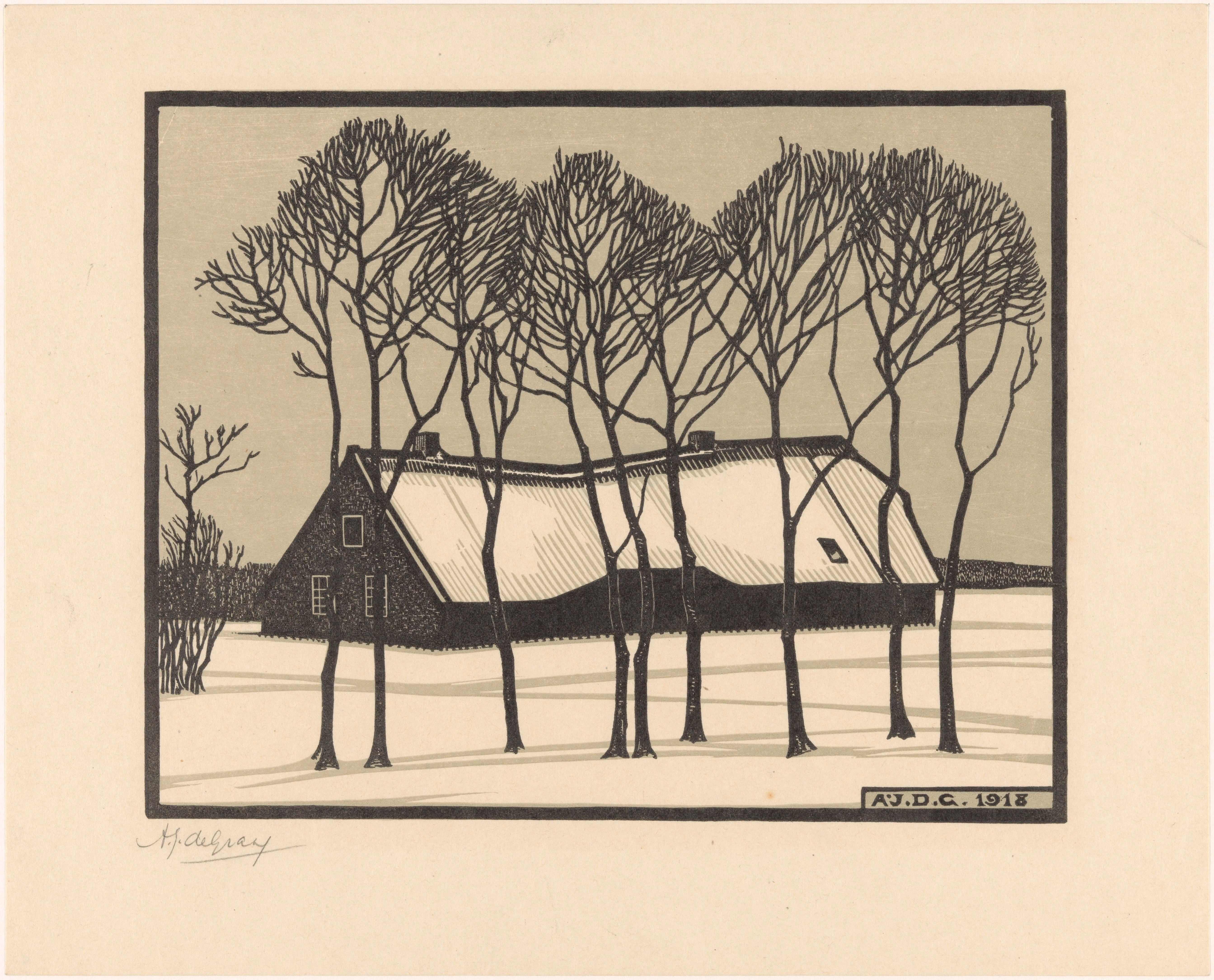
Boerderij in de sneeuw, 1918
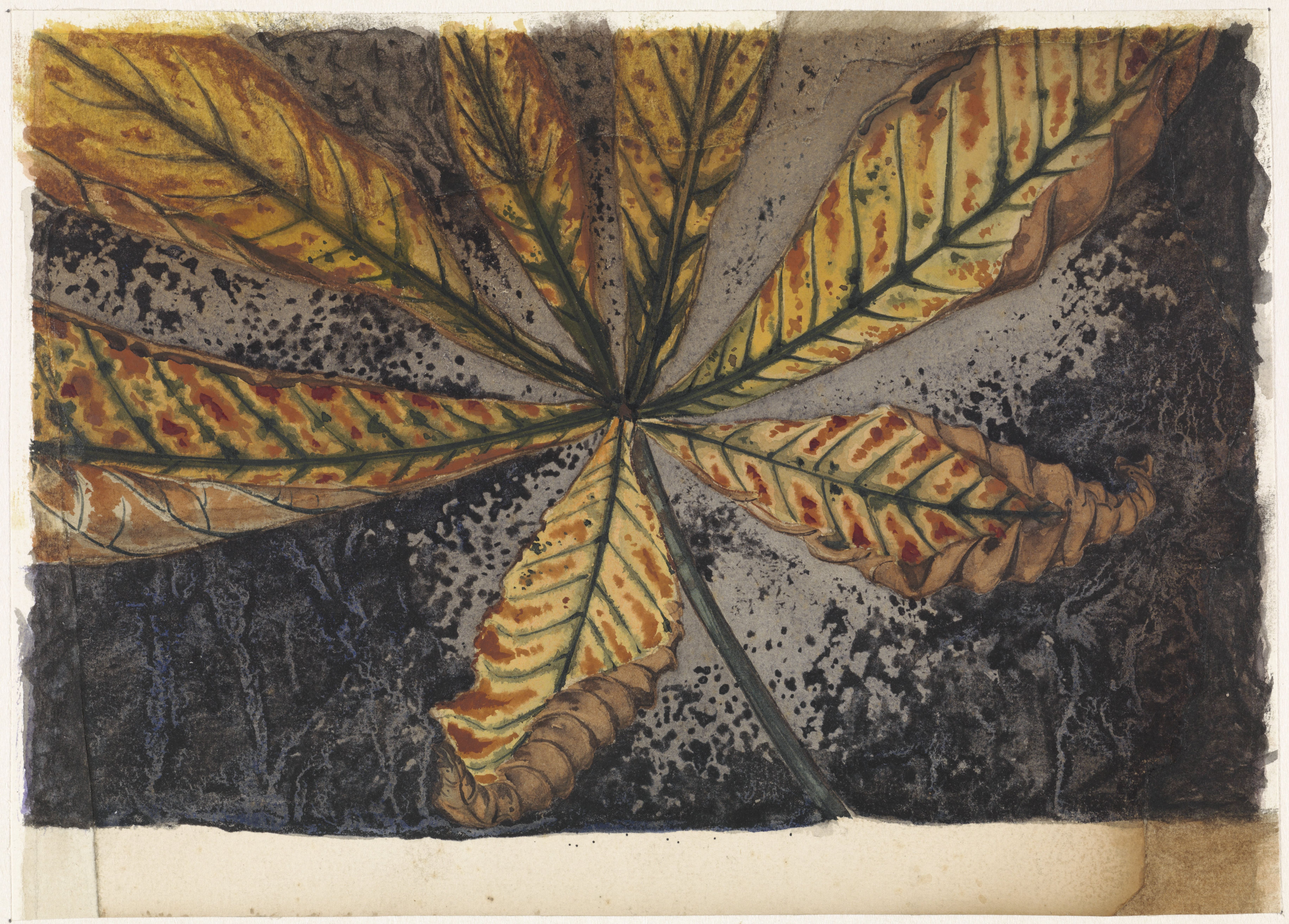
Kastanjeblad
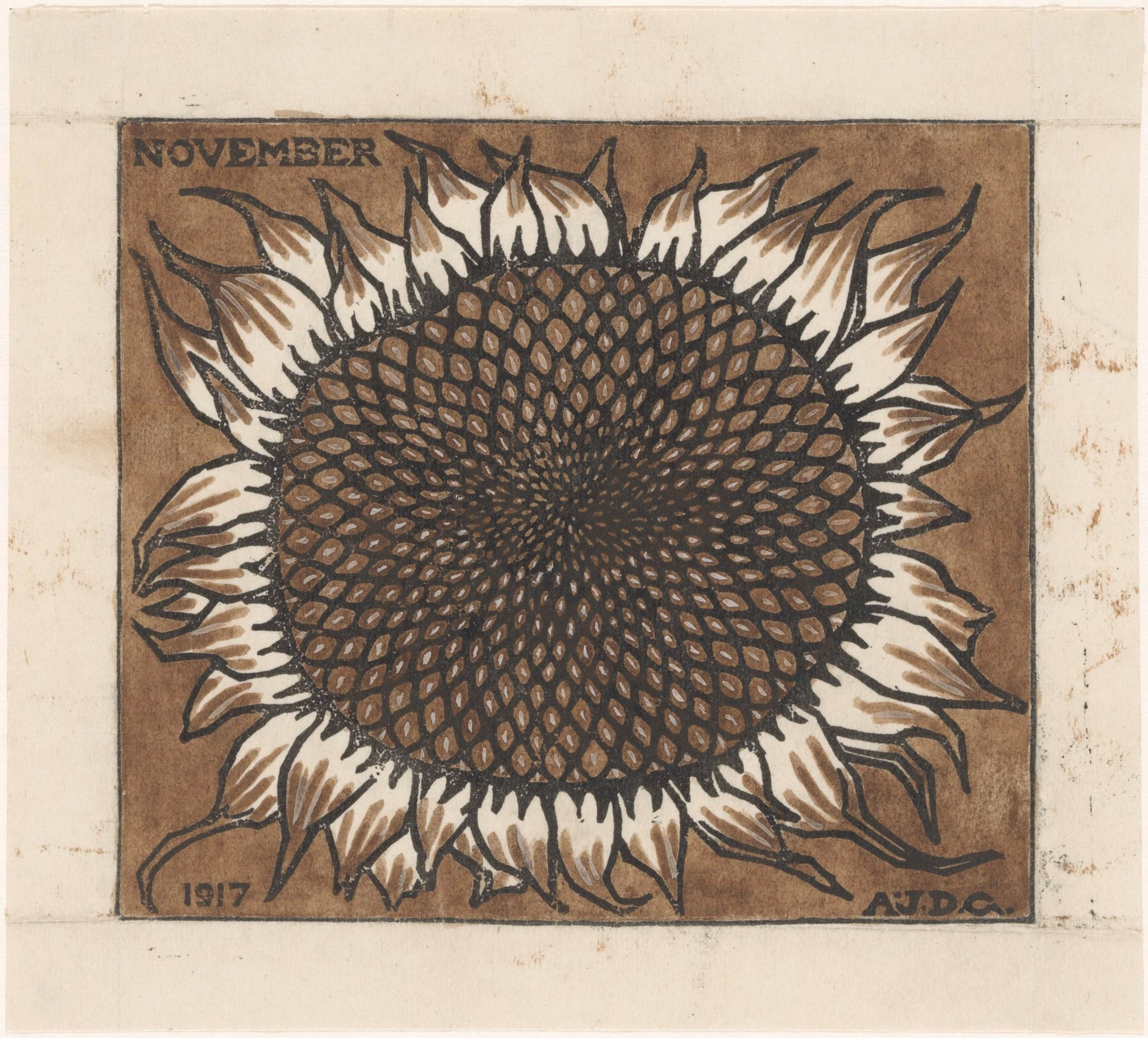
November, 1917
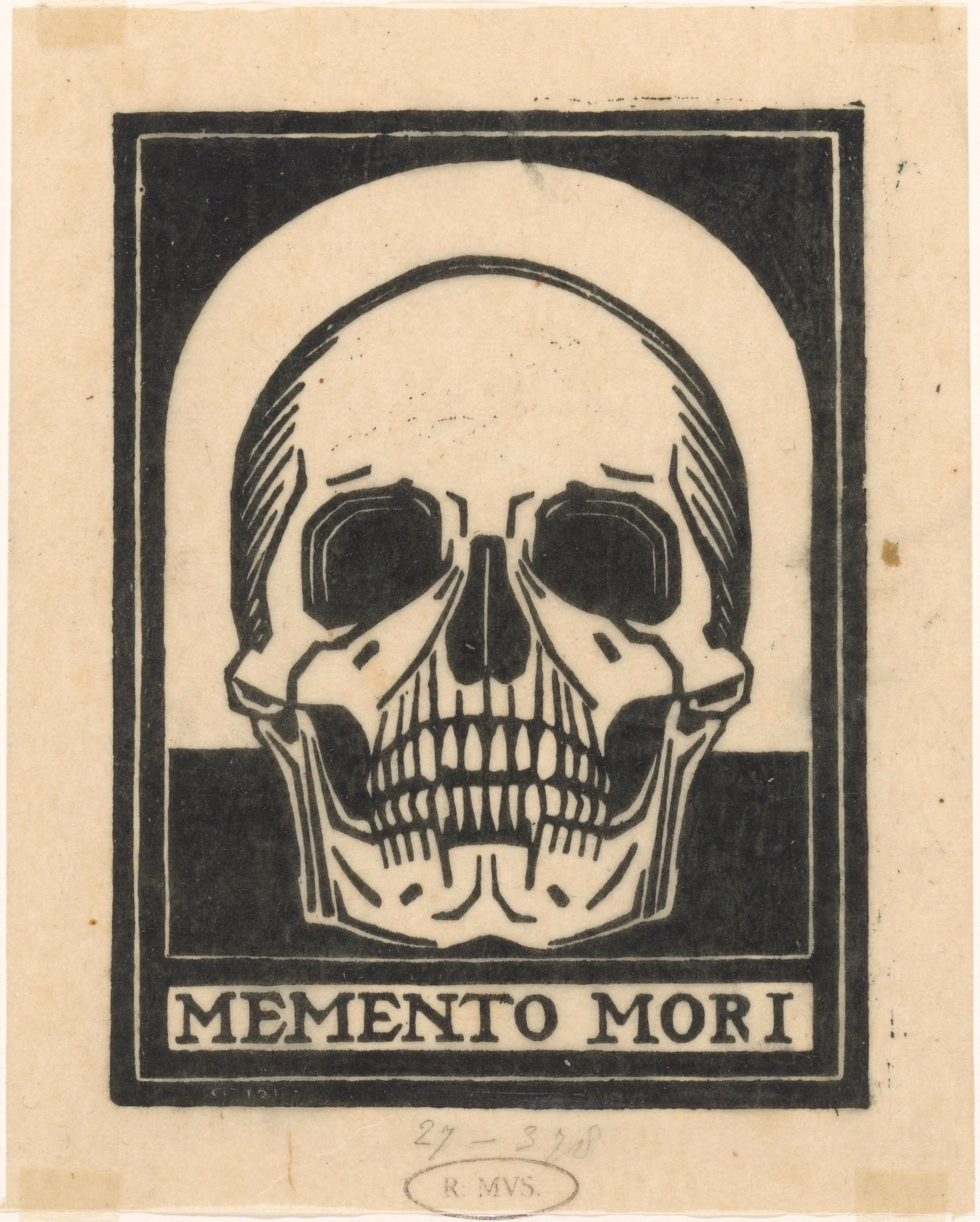
Memento mori, 1916

## Ausstellungen
Julie de Graags Arbeiten wurden mehrmals in Den Haag im Kunsthandel De Zonnebloem und bei W. Walrecht gezeigt. Sie nahm auch an Ausstellungen des Vereins zur Förderung der grafischen Kunst teil.
Auswahl:
- 1902: Erste Internationale Ausstellung moderner dekorativer Kunst, Turin, Teilnahme mit Stickereien[1]
- 1915: Tentoonstelling van kunstwerken van Larense kunstenaars. Hotel Hamdorff, Laren
- 1922: De Grafische – Vereniging tot Bevordering der Grafische Kunst Amsterdam. Stedelijk Museum Amsterdam
- 1917: Kunsthandel De Zonnebloem, Den Haag
- 1924: Kunsthandel Walrecht, Den Haag
- 1924: Kunsthandel De Zonnebloem, Den Haag (Einzelausstellung)
- 1930: Kunsthandel Nieuwenhuizen Segaar, Leiden
- 1989: Negen kunstenaressen rond de eeuwwisseling. Museum Arnhem
- 2002: Ik en de buitenwereld vlak bij huis. Museum Arnhem
- 2003: Van dieren, dorpen en landschappen. Paula Modersohn-Becker, Edzard Koning, Dick Ket, Jan Mankes, Julie de Graag. Kunstmuseum Den Haag
- 2006: Kunst rond 1900: idealisme, schoonheid en geluk. Noordbrabants Museum, ’s-Hertogenbosch[4][6]
- 2017: Uit fijn hout gesneden. Drents Museum, Assen[7]

Werke von ihr befinden sich im Centraal Museum Utrecht, Kröller-Müller Museum, Museum Arnhem, Museum Boijmans Van Beuningen, Rijksmuseum Amsterdam, Teylers Museum, Kunstmuseum Den Haag und im Drents Museum in Assen.